# Micheline Coulibaly
Micheline Coulibaly (1950 – 19 tháng 3 năm 2003) là một nhà văn từ Côte d'Ivoire. Bà sinh ra ở Việt Nam nhưng đi học ở Bờ Biển Ngà. Năm 1990, cô chuyển đến México, năm 2000 đến Dubai.Bà viết truyện ngắn và sách thiếu nhi.